# Зейнеба Їмер
Зейнеба Їмер Ворку (англ. Zeineba Yimer Worku, нар. 3 серпня 1999) — ефіопська легкоатлетка, яка спеціалізується в бігу на довгі дистанції.

## Спортивна кар'єра
24 травня 2018 була п'ятою на чемпіонаті світу з напівмарафону та стала чемпіонкою в складі ефіопської збірної за підсумками командного заліку.
29 серпня 2019 здобула срібну нагороду з бігу на 10000 метрів на Африканських іграх.
17 жовтня 2020 була четвертою на чемпіонаті світу з напівмарафону з особистим рекордом (1:05.39) та вдруге у власній кар'єрі стала чемпіонкою в складі ефіопської збірної за підсумками командного заліку.

## Основні міжнародні виступи
| Рік  | Змагання                        | Місто    | Місце | Дисципліна   | Примітки    |
| ---- | ------------------------------- | -------- | ----- | ------------ | ----------- |
| 2017 | Чемпіонат світу з кросу         | Кампала  | 10    | крос (U20)   | [ 1 ] [ 2 ] |
| 2018 | Чемпіонат світу з напівмарафону | Валенсія | 5     | напівмарафон | [ 1 ] [ 2 ] |
| 2019 | Африканські ігри                | Рабат    | 2     | 10000 м      | [ 3 ]       |
| 2020 | Чемпіонат світу з напівмарафону | Гдиня    | 3     | напівмарафон | [ 4 ] [ 5 ] |